# Tumbesmyrpitta
Tumbesmyrpitta (Grallaria watkinsi) är en fågel i familjen myrpittor inom ordningen tättingar.

## Utbredning och systematik
Fågeln förekommer i låglandet och Anderna i sydvästra Ecuador och nordvästra Peru (Tumbes). Den behandlas som monotypisk, det vill säga att den inte delas in i några underarter.

## Status
IUCN kategoriserar arten som livskraftig.